# Polylepiscus vomeroi
Polylepiscus vomeroi är en mångfotingart som beskrevs av Shear 1977. Polylepiscus vomeroi ingår i släktet Polylepiscus och familjen Aphelidesmidae. Inga underarter finns listade i Catalogue of Life.